# Shiro Kikuhara
Shiro Kikuhara, född 7 juli 1969 i Kanagawa prefektur, Japan, är en japansk tidigare fotbollsspelare.